# Оленешть (Румунія)
Оленешть, Оленешті (рум. Olănești) — село у повіті Вилча в Румунії. Адміністративно підпорядковане місту Беїле-Оленешть.
Село розташоване на відстані 166 км на північний захід від Бухареста, 12 км на північний захід від Римніку-Вилчі, 101 км на північ від Крайови, 118 км на південний захід від Брашова.

## Населення
За даними перепису населення 2002 року у селі проживали 1474 особи.
Національний склад населення села:
| Національність | Кількість осіб | Відсоток |
| -------------- | -------------- | -------- |
| румуни         | 1439           | 97,6%    |
| цигани         | 34             | 2,3%     |

Рідною мовою назвали:
| Мова      | Кількість осіб | Відсоток |
| --------- | -------------- | -------- |
| румунська | 1439           | 97,6%    |
| циганська | 34             | 2,3%     |